# Cristina Alves da Silva

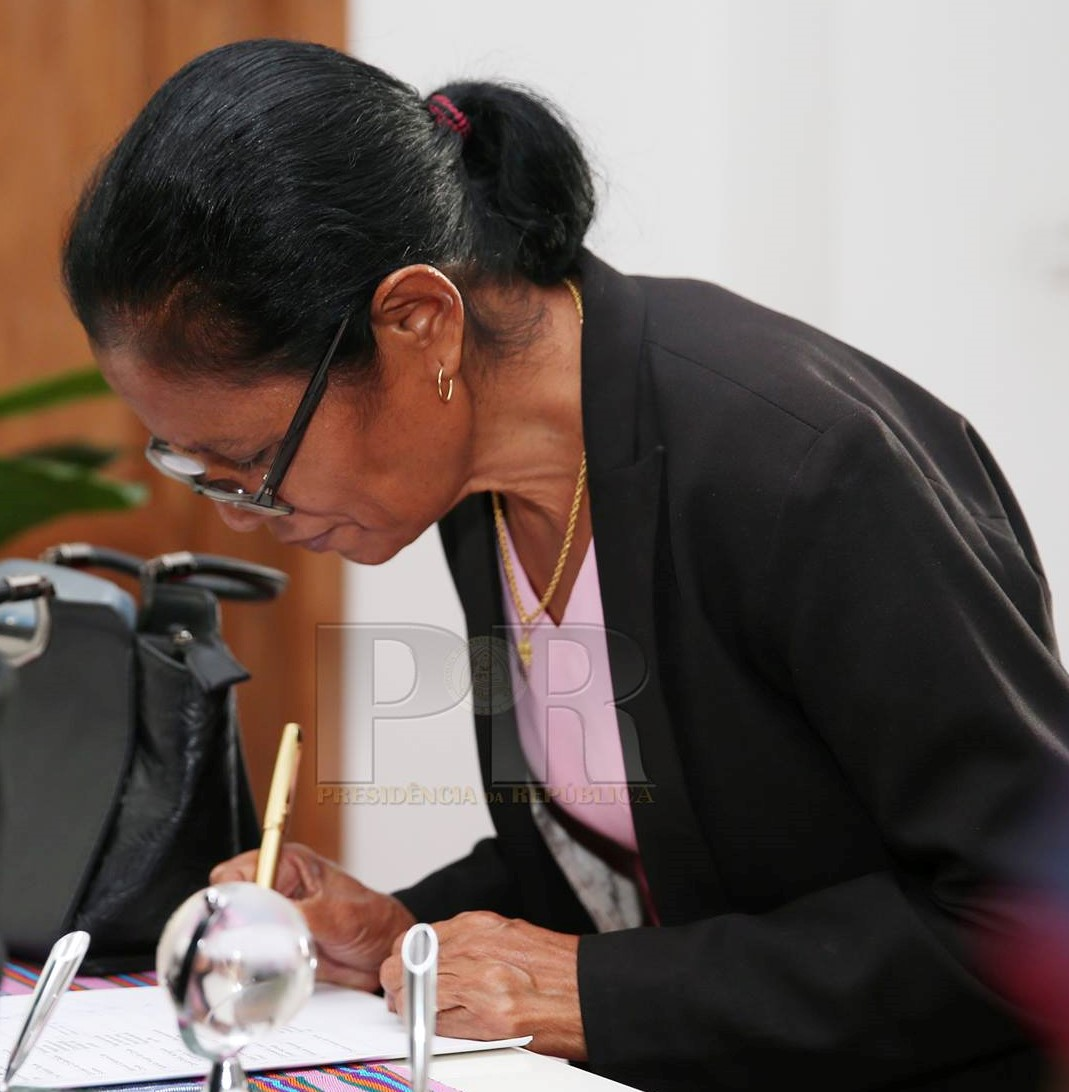
Cristina Alves da Silva

Cristina Alves da Silva ist eine Politikerin aus Osttimor. Sie ist Mitglied der FRETILIN.
Silva kandidierte bei den Wahlen 2001 auf Platz 45 der FRETILIN-Liste für die Verfassunggebende Versammlung, gewann aber zunächst keinen Sitz. Erst nachdem aus der Versammlung mit der Entlassung in die Unabhängigkeit am 20. Mai 2002 das Nationalparlament Osttimors wurde, rückte sie für einen ausscheidenden FRETILIN-Abgeordneten nach. Hier war sie Mitglied in der Kommission zur Beseitigung der Armut, ländliche Entwicklung und regionale Angleichung. 2007 fiel Silva nach den Neuwahlen aus dem Parlament.
2017 berief sie Staatspräsident Francisco Guterres in den Sicherheitsrat Osttimors, dem sie bis 2023 angehörte.